# Джордж Доу
Джордж Доу (англ. George Dawe; 8 лютого, 1781, Лондон — 15 жовтня, 1829, Лондон) — британський художник першої третини ХІХ століття.

## Життєпис
Народився у місті Лондон. Батько, Філіп Доу, був художником і граверем, що використовував техніку мецо-тинто. Окрім цього він підробляв створенням політичних карикатур.
Син починав опановувати художню майстерність разом із батьком. Первісно він готувався стати гравером. Згодом він влаштувався на навчання у Королівську академію мистецтв у Лондоні.
1809 року він став членом Королівської академії мистецтв. Серед перших покровителів молодого художника герцог та герцогиня Кентські.

## Подорож на континент

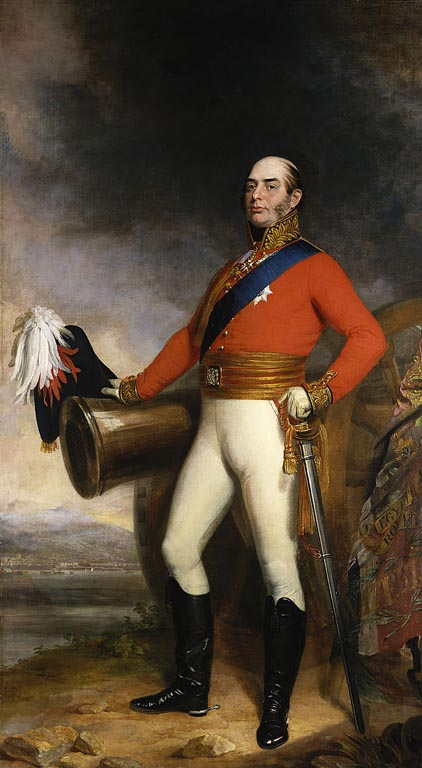
Джордж Доу. Герцог Кентський, 1818 р.

1819 року разом із герцогом Кентським Джордж Доу відбув у подорож на континент. В Європі того часу відбулася перемога армій Священного союзу над арміями Наполеона Бонапарта і останнього остаточно відлучили від політики. Британія пишалась перемогами герцога Веллінгтона, а Росія — перемогами полководців царя Олександра І. У мистецтві панували пізній класицизм і його різновид ампір. У надрах цих стилів почав формуватись романтизм, що відкидав нормативність і приреченість до повторів пізнього класицизму. Романтизм вітав культ індивідуалізму, культ почуттів окремої особи, готики і художників періоду до класицизму. Ці тенденції визрівали і в мистецтві Британії. Досить повний вираз тенденції романтизму отримали і в портретному мистецтві Британії, представниками котрого стануть Томас Лоуренс та Джордж Доу.

## Доу і російські імператори
Твори Джорджа Доу привабили увагу російського імператора Олександра І. Про художника знав і наступний російський імператор Микола І, котрий навіть запросив британського художника 1826 року на власні коронаційні урочистості.

## Військові галереї

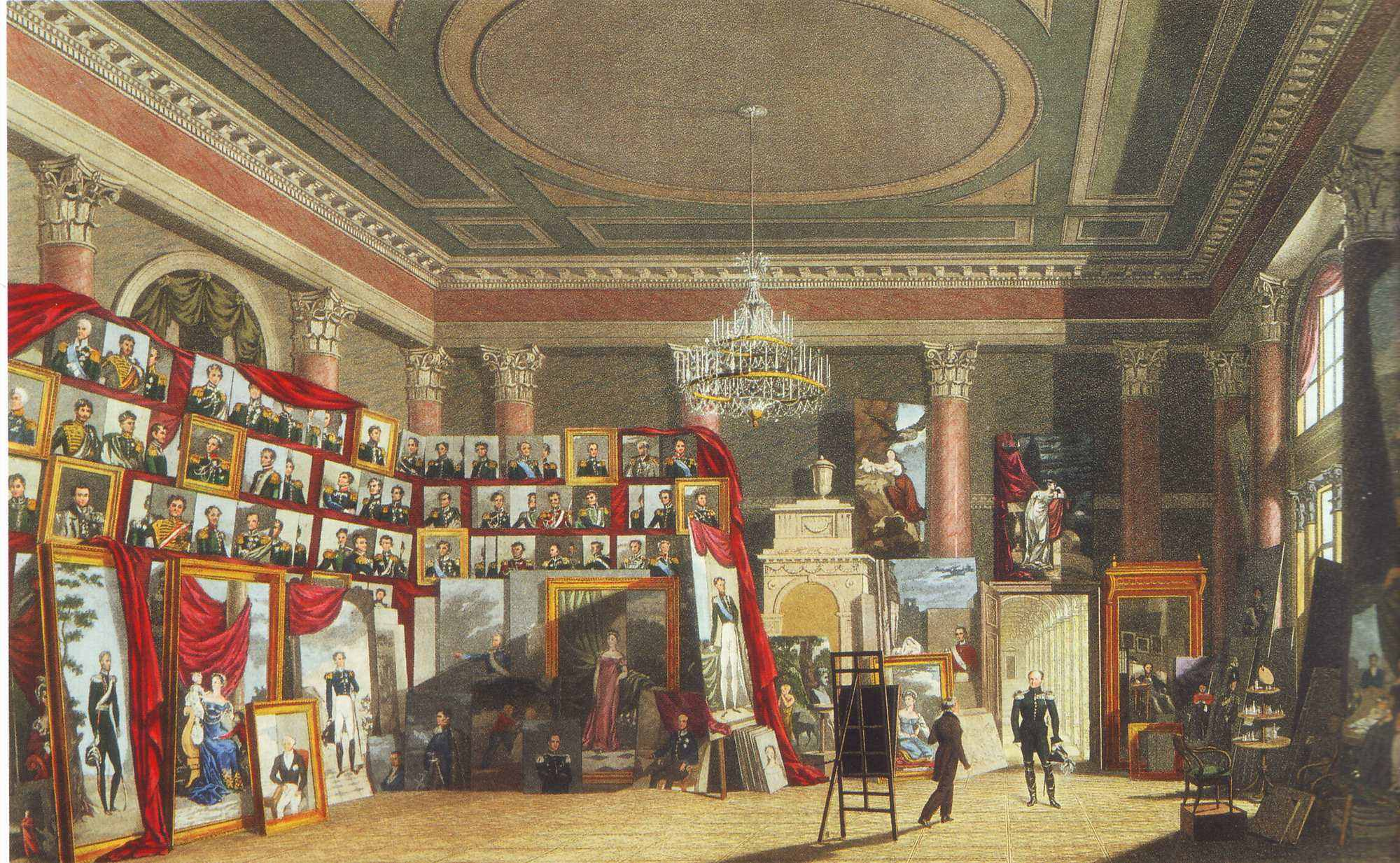
Худ. Мартинов. «Олександр І відвідує майстеню художника Джорджа Доу».

Військова справа і перемоги над ворогами вважались привілеєм королівських осіб, навіть якщо ці особи не вирізнялись здібностями у військовій справі.
Перемогу над арміями Наполеона Бонапарта святкували дві країни — Британія і Російська імперія. У королівських резиденціях цих країн і були створені Військові галереї, аби уславити переможців. Так, відповідна Військова галерея була створена у Віндзорському замку (портрети для неї створив Томас Лоуренс). Власна Військова галерея була створена у Зимовому палаці, портрети для неї 1819 року доручили створити англійському художнику Джорджу Доу.

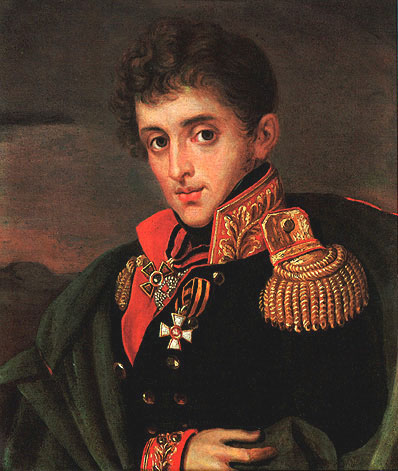
О. Г. Варнек. «Генерал Олександр Олексійович Тучков-4й», до 1812 р. Музей-заповідник «Бородинське поле».

Під майстерню митця віддали велику залу. Імператор замовив численні погрудні портрети російських генералів, загиблих і живих, а також портрети у повний зріст М. Барклая де Толі, М. Кутузова, власний портрет, портрет великого князя Константина Павловича і портрет герцога Веллінгтона. Додатково були створені невеликі портети чотирьох вояків-ветеранів.
Низка портретів убитих або відсутніх генералів робилася шляхом копіювання з портретів, створених до 1812 року. Так, портрет убитого генерала Тучкова-4-го скопіювали з твору художника Олександра Варнека (1782—1843). Низку копій зробили з генеральських портретів пензля московського художника Василя Тропініна (1776—1857). Джордж Доу лише підганяв власні копії до відповідно замовлених і однакових розмірів. Помічниками Джорджа Доу були його російські учні Олександр Поляков та Василь Голіке.
Портрети розмістили у видовженому залі у 55 метрів, що сусідувала поряд з урочистим Георгіївським замком у Зимовому палаці. Військову галерею облаштували лише 1826 року, до роковин закінчення війни з наполеонівськими арміями. Проєкт галереї створив архітектор і дизайнер інтер'єрів Карло Россі.
У галереї розмістили триста двадцять п'ять (329) поясних портретів та парадні портрети царствених осіб у повний зріст. Стримані портрети робот Доу пізніше замінили на більш пишні.
Частку портретів героїв тої війни знайти не вдалося взагалі. Пам'ять про них зберігали порожні клітини, приховані сукном при збереженні імен і прізвищ.

## Смерть у Лондоні
Джордж Доу мав якесь захворювання легень. Наприкінці життя від прибув у Петербург, де знову захворів. У серпні 1829 року він повернувся до Лондона, а у жовтні помер. Його тіло поховали в крипті собору св. Павла.

## Обрані твори (галерея)

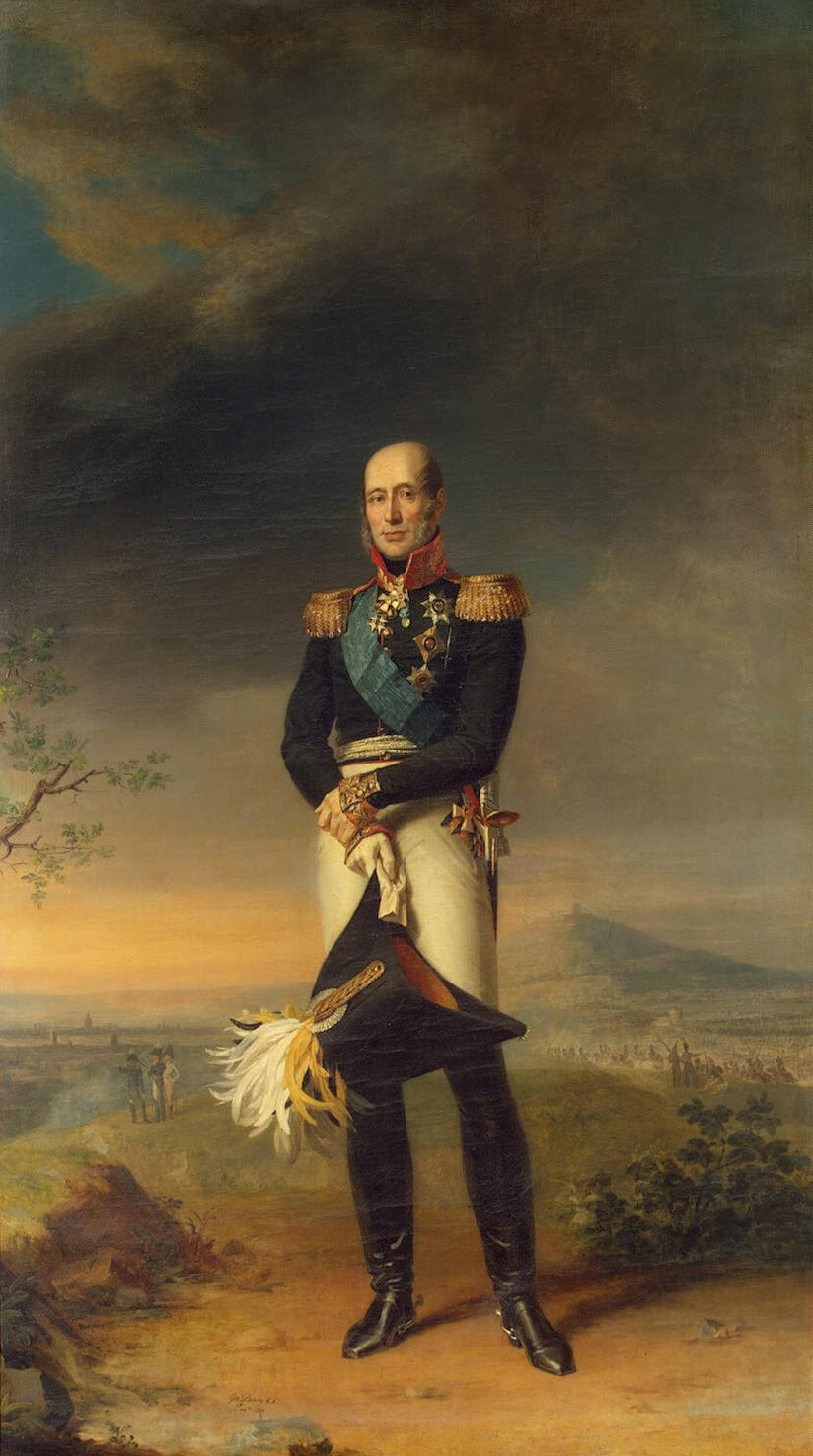
Джордж Доу. «Михайло Богданович Барклай де Толлі», 1829 р.

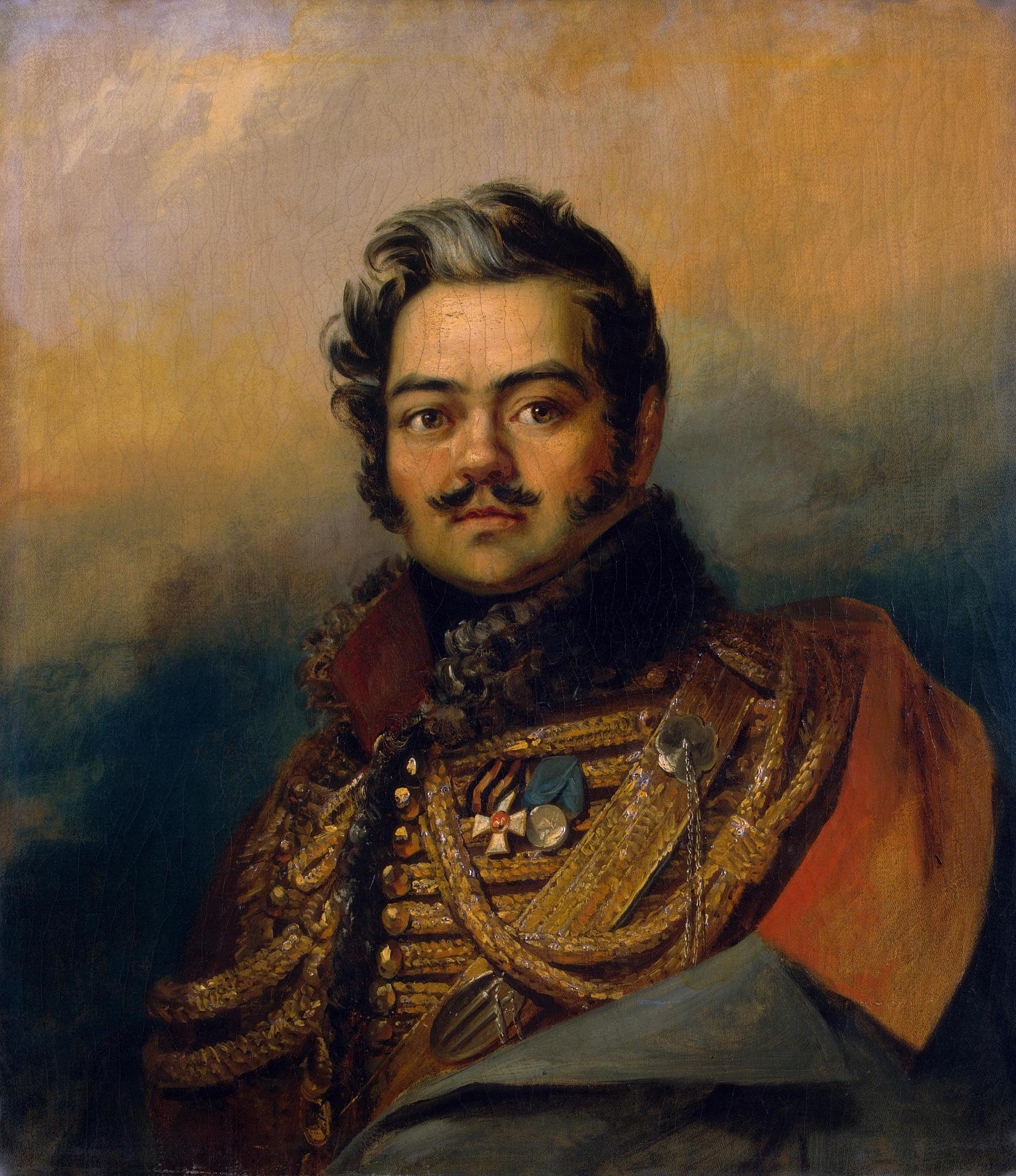
Джордж Доу. «Деніс Давидов»
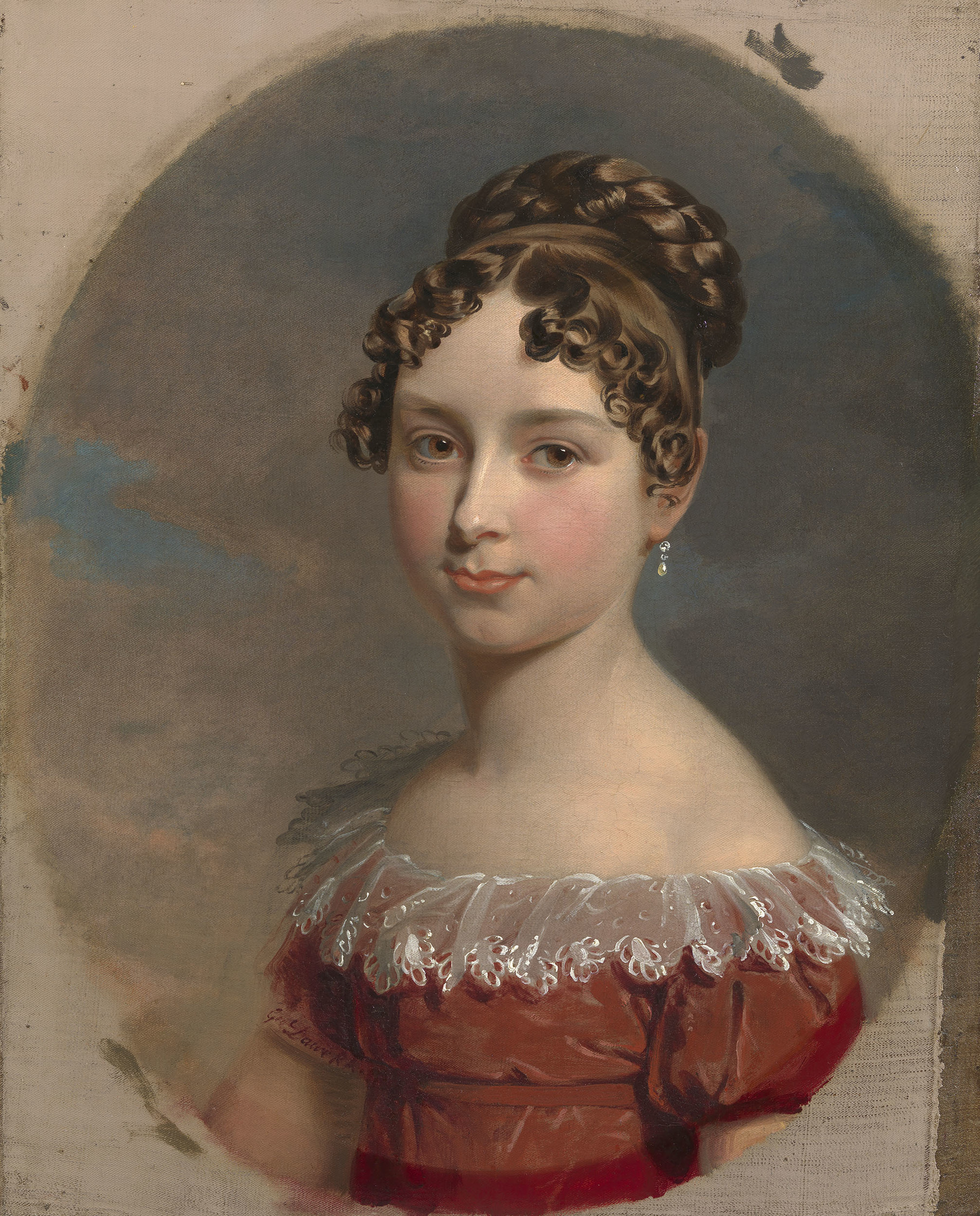
Джордж Доу. «Принцеса Феодора Лейнінген»
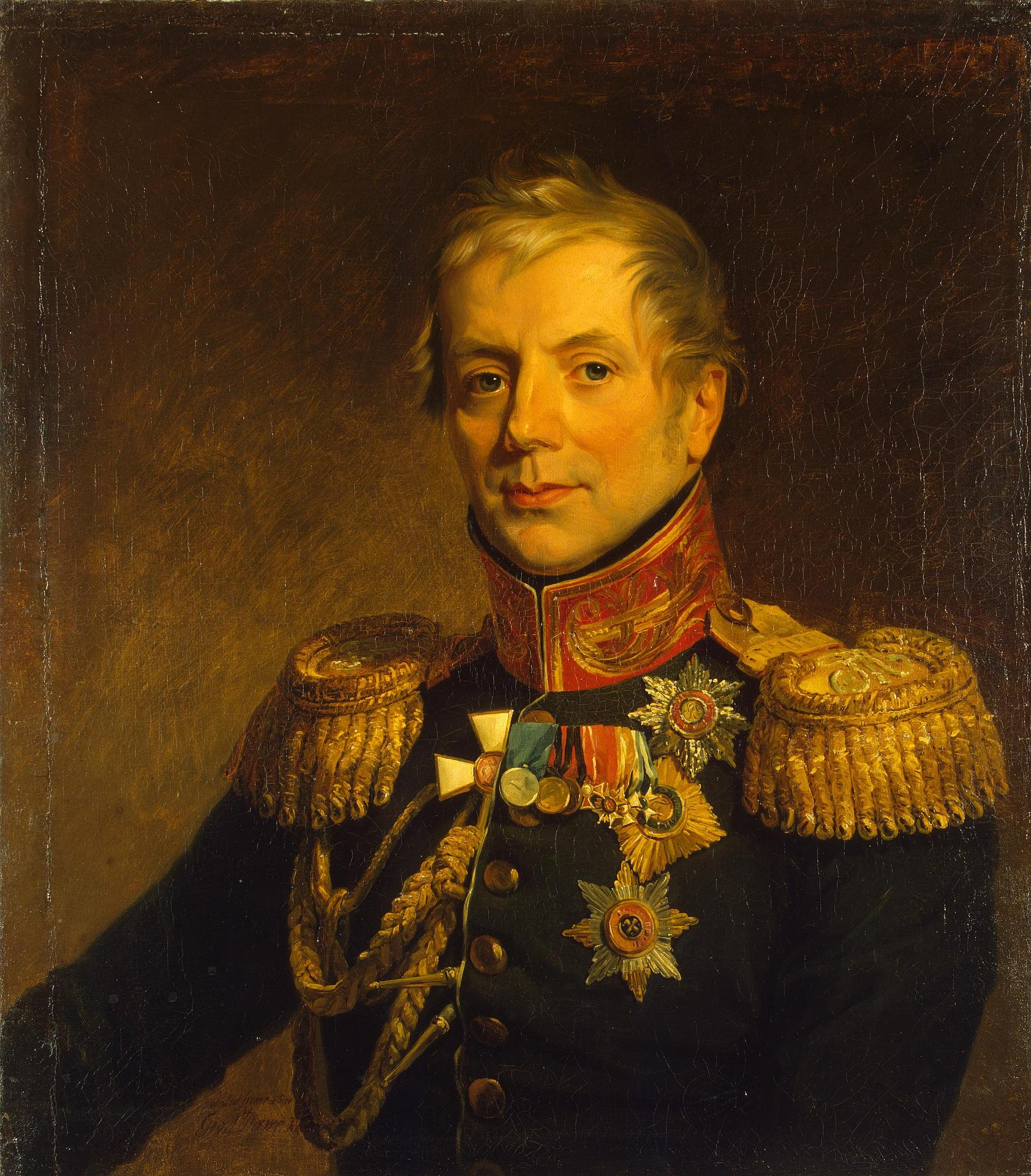
Джордж Доу. «Петро Коновніцин»
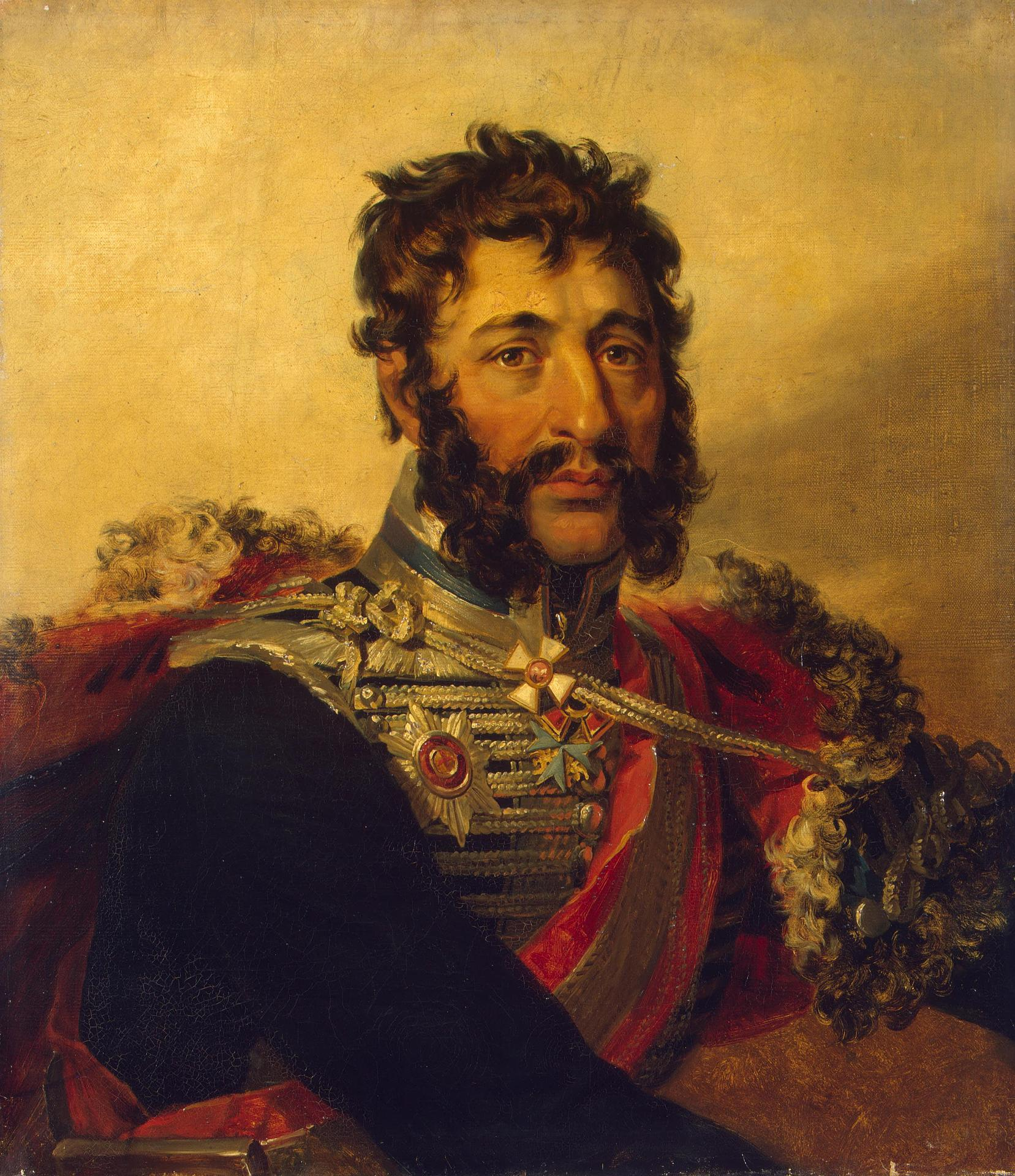
Джордж Доу. «Яків Кульнєв»

## Джордж Доу в музеях України
- Дніпропетровський художній музей
- Донецький обласний художній музей
- Воронцовський палац (Алупка)